# 城景茂
城 景茂（じょう かげもち）は、戦国時代の武将。はじめ長尾上杉氏、のち甲斐武田家、武田家没落後は徳川家家臣。

## 経歴・人物
もと玉虫氏の出自。はじめ上杉謙信に仕えるが謙信の不興を買い、永禄3年（1560年）より武田信玄に仕え足軽大将となり城氏を名乗る。永禄10年（1567年）より弟の定茂と共に鉄砲衆を率い、さらに永禄12年（1569年）本郷八郎右衛門が薩埵峠の戦いで戦死するとその足軽の一部を引き継いだ。
信玄の死後、長篠の戦いでは徳川軍の援軍として出陣し、天正6年（1578年）からは遠江に在番した。天正10年（1582年）甲州征伐で武田家が滅びると、息子の昌茂と共に徳川家康に拝謁し、以後徳川家に仕えた。のち天正12年（1584年）長久手の戦いに参陣した。